# Karbokatjon
Karbokatjon je jon sa pozitivno naelektrisanim atomom ugljenika. Naelektrisani atom ugljenika karbokatjona je "sekstet", i.e. on ima samo šest elektrona u svojoj spoljašnjoj valentnoj ljusci umesto osam valentnih elektrona (oktetno pravilo). Is tog razloga su karbokatjoni često reaktivni. Oni teže da popune oktet valentnih elektrona i da postanu neutralni. Smatra se da karbokatjon ima sp3 hibridizaciju sa jednom praznom sp3 orbitalom koja daje pozitivno naelektrisanje, mada reaktivnost karbokatjona podseća na 2 hibridizaciju sa trigonalnom planarnom molekularnom geometrijom, npr. metil karbokatjon.

## Definicije
Karbokatjon se ranije često nazivao karbonjum jon. U današnje vreme karbokatjonom se smatra bilo koji pozitivno naelektrisani atom ugljenika. Postoje dva specijalna tipa: karbenijum joni su trivalentni i karbonijum joni su pentavalentni ili heksavalentni. Univerzitetski udžbenici obično navode jedino karbokatjone kao karbenijum jone.

## Spoljašnje veze
- Nobelova nagrada za hemiju 1992. - Saopštenje za javnost